# Nedim Remili
Nedim Remili (Créteil, 1995. július 18. –) olimpiai, világ- és Európa-bajnok francia válogatott kézilabdázó, jobbátlövő.

## Pályafutása
Remili szülővárosában, Créteilben kezdett kézilabdázni 10 éves korában a helyi klubnál, ahol édesapja, Kamel Remili korábban a teljes pályafutását töltötte. A felnőtt csapatban már 2012-ben lehetőséget kapott a bemutatkozásra a francia első osztályban. A szezon végén kiesett a csapat a másodosztályba, és annak ellenére, hogy Remilit első osztályú csapatok is szerették volna soraikban tudni, profi szerződést a nevelő egyesületével kötött. A következő idényben már alapembernek számított és veretlenül jutottak vissza az élvonalba. 2016-ban igazolta le a bajnok PSG, amellyel a következő években sorra nyerte a francia bajnoki címeket, illetve szerepelhetett a Bajnokok Ligájában. Első BL-szezonjában megválasztották az év legjobb fiatal játékosának.
A 2020–2021-es szezon végén bejelentették, hogy a következő lesz az utolsó szezon Remili számára a párizsi csapatban és 2022 őszén a lengyel bajnok Vive Kielce játékosa lesz. A lengyel csapatnál szezon közben anyagi gondok jelentkeztek, így 2023 februárjában a Telekom Veszprém KC csapatához igazolt.
A 2015-ös junior világbajnokságról sérülés miatt maradt le. Egy évvel később behívták a felnőtt válogatottba és részt vehetett élete első válogatott világeseményén, a 2016-os Európa-bajnokságon, ahol ötödik helyet szerzett. A 2017-es francia rendezésű világbajnokságon megszerezte első trófeáját is, ezen a tornán az All Star csapatba is beválasztották.
A 2021-re halasztott tokiói olimpián aranyérmet nyert, ezen a tornán – Hugo Descathoz hasonlóan – 32 gólt ért el, amivel csapata legeredményesebb játékosa volt, és irányító pozícióban bekerült az All Star csapatba is. A 2023-as világbajnokságon 35 akciógólt szerzett, ami a legtöbb volt a francia csapatban. A tornán irányító pozícióban bekerült az All Star csapatba. A 2024-es Európa-bajnokságon győztes francia csapatban 34 gólt szerzett és emellett 53 gólpasszt adott társainak. Kiemelkedő teljesítményéért megválasztották a torna legértékesebb játékosának is.

## Sikerei, díjai
- Olimpiai bajnok: 2020
- Világbajnokság győztese: 2017
  - 2. helyezett: 2023
  - 3. helyezett: 2019, 2025
- Európa-bajnok: 2024
  - 3. helyezett: 2018
- Francia bajnokság győztese: 2017, 2018, 2019, 2020, 2021, 2022
- Magyar bajnokság győztese: 2023, 2024, 2025
- Magyar kupagyőztes: 2023, 2024

- Olimpiai All Star csapat tagja: 2020
- Világbajnokság All Star csapat tagja: 2017, 2023
- Európa-bajnokság legértékesebb játékosa: 2024
- Bajnokok Ligája legjobb fiatal játékosa: 2017